# Spalangia
Spalangia is een geslacht van vliesvleugeligen uit de familie Pteromalidae. De wetenschappelijke naam van dit geslacht is voor het eerst geldig gepubliceerd in 1805 door Latreille.

## Soorten
Het geslacht Spalangia omvat de volgende soorten:
- Spalangia afra Silvestri, 1913
- Spalangia alyxia Gibson, 2009
- Spalangia attae Burks, 1969
- Spalangia australiensis Girault, 1913
- Spalangia bethyloides Boucek, 1965
- Spalangia bouceki Omar, Jeffrey & Sulaiman, 1991
- Spalangia cameroni Perkins, 1910
- Spalangia chontalensis Cameron, 1884
- Spalangia crassicornis Boucek, 1963
- Spalangia dozieri Burks, 1969
- Spalangia drosophilae Ashmead, 1887
- Spalangia endius Walker, 1839
- Spalangia epos Girault, 1933
- Spalangia erythromera Förster, 1850
- Spalangia fallax Masi, 1917
- Spalangia flavicrus Gibson, 2009
- Spalangia fuscipes Nees, 1834
- Spalangia gemina Boucek, 1963
- Spalangia girardi Rasplus, 1993
- Spalangia gonatopoda Ljungh, 1823
- Spalangia granata Huang, 1990
- Spalangia grotiusi Girault, 1913
- Spalangia haematobiae Ashmead, 1894
- Spalangia heterendius Huang, 1990
- Spalangia imitator Gibson, 2009
- Spalangia impuncta Howard, 1897
- Spalangia innuba Gibson, 2009
- Spalangia irregularis Boucek, 1963
- Spalangia kingstonensis Girault, 1933
- Spalangia leiopleura Gibson, 2009
- Spalangia litigiosa Róndani, 1866
- Spalangia longepetiolata Boucek, 1963
- Spalangia marxi Girault, 1933
- Spalangia masneri Gibson, 2009
- Spalangia muscophaga Girault, 1933
- Spalangia nigra Latreille, 1805
- Spalangia nigripes Curtis, 1839
- Spalangia nigroaenea Curtis, 1839
- Spalangia nigroides Gibson, 2009
- Spalangia noyesi Gibson, 2009
- Spalangia obscura Boucek, 1962
- Spalangia oviceps Boucek, 1965
- Spalangia parfuscipes Ahmad, 1998
- Spalangia plaumanni Gibson, 2009
- Spalangia punctuata Huang, 1990
- Spalangia punctulaticeps Girault, 1929
- Spalangia rufipes Huang, 1990
- Spalangia rugosifrons Gibson, 2009
- Spalangia rugulosa Förster, 1850
- Spalangia seyrigi Risbec, 1952
- Spalangia shakespearei Girault, 1931
- Spalangia simplex Perkins, 1910
- Spalangia slovaca Boucek, 1963
- Spalangia stictocephala Gibson, 2009
- Spalangia stictocyla Gibson, 2009
- Spalangia subpunctata Förster, 1850
- Spalangia sulcifera Boucek, 1963
- Spalangia tarsalis Brèthes, 1913
- Spalangia turneri Boucek, 1965
- Spalangia virginica Girault, 1913
- Spalangia xanthoscapa Gibson, 2009